# Tao Yuanming

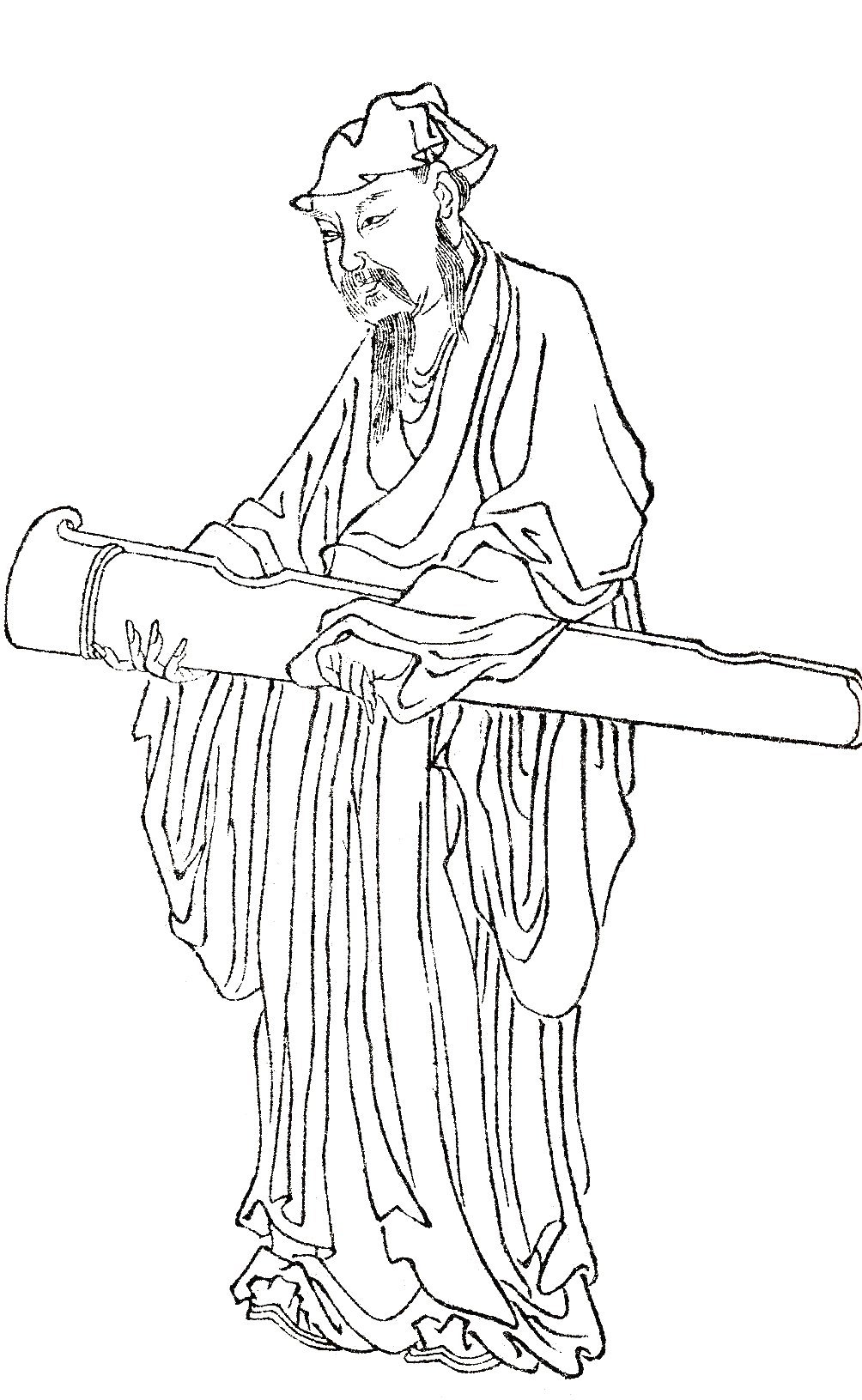
Tao Yuanming.

陶淵明 Tao Yuanming (365 o 372 - 427) o Tao Qian (陶潛) fue un escritor chino de inspiración taoísta. Celebró la vida campesina y el vino. La fuente de las flores del pescador o La fuente del jardín de los melocotoneros (桃花源) es una obra representativa, cuya temática es una sociedad sin Estado ni jerarquía ubicada en un valle oculto.

## Biografía
Los puntos principales de la vida de Tao - sus intentos por librarse de las luchas en su trabajo como funcionario público y su eventual compromiso con la vida de recluso granjero, a pesar de las penalidades - devinieron uno de los mitos típicos de la  tradición literaria china. 
Hay muy poca información fidedigna acerca de su vida. Tan solo la mitad de los ciento veinticinco poemas que quedan pueden datarse, de modo que ordenarlos cronológicamente es difícil.
Nació en uno de los momentos más caóticos y violentos de la historia de China. Cuando la dinastía Han colapsó en 220, China cayó en una desfragmentación e inestabilidad que duró hasta que el país volvió a ser reunificado por los Sui, tres siglos y medio después.
Fue en 317 en que, por primera vez, los bárbaros tomaron el control del norte de China, y la corte de la dinastía Qin, que el tatarabuelo de Yuanming, Tao Kan, había contribuido a fundar, se vio obligada a huir hacia el sur, una región poblada por indígenas no chinos. Estas familias, que huían del norte, tomaron el control del lugar y crearon una especie de micro edad dorada en cuanto a cultura y refinamiento, a costa de sumir al campesinado nativo a una virtual esclavitud, provocando un creciente descontento que estalló en varias revueltas, la más violenta de todas durante los años de servicio de Tao. De hecho, el trabajo de funcionario era muy delicado y hasta peligroso, pues a los esfuerzos por sofocar las rebeliones o frenar los avances de los bárbaros del norte se sumaban las luchas internas por el control del gobierno.
Si bien provenía de una familia muy prestigiosa, con el paso del tiempo habían perdido poder. Tao se crio en un ambiente sofisticado y estaba destinado a formar parte del gobierno, igual que su abuelo y su padre. Entró a trabajar en la administración en  393, a los 29 años, en un pueblo cercano vecino, aunque no está claro qué puesto tenía ni qué papel jugó en las revueltas del momento.
En 396 el emperador fue estrangulado, y ocupó su lugar uno de sus hijos, de cinco años de edad, controlado por la familia que realmente tenía el poder. Al tiempo, uno de los generales, Huan Hsuan, se fue haciendo cada vez más poderoso en su territorio, y en 399 controlaba casi toda la región oeste.
Debido a las peleas por el control del gobierno, la posición de Tao se volvió peligrosa y decidió dejar su cargo, por primera vez, para volver a su granja. Allí estuvo durante un lapso de tiempo, hasta que una mala cosecha le hizo tener que regresar. A finales de año renunció de nuevo.
En 402 se dedicó por entero a la granja. En 405 la pelea entre los generales llegó a la zona donde vivía, y si bien el general Huan Hsuan parecía llevar las de ganar, terminó siendo derrotado por Liu Yu, tras tomar la capital y, en últimas, China. 
Los Tao quedaron fuera de juego y otra vez las cosas en la granja no iban bien. Una vez más, el autor tuvo que buscar trabajo en la administración pública, esta vez bajo el mando del enemigo de su anterior patrón. Fue designado como magistrado en Peng-tse, pero renunció algunas semanas más tarde.
Sus veintidós años de vida restantes los dedicó a las actividades agrícolas.

### La inactividad de la Gran Transformación
Tao vivía acorde con el Ta Hua (Gran Transformación), el proceso terrenal mediante el cual todo cambio es espontáneo, que proviene de manera natural. Postulaba que la vida debía vivirse sin mediatizaciones ni preferencias. El autor afirmaba, incluso, que quería retornar al Tzu-jan, el ser propio de la naturaleza. (cita requerida)
Tao se dedicó por completo a cultivar la inactividad, Hsien, 閑 carácter que, etimológicamente, nos muestra un árbol 木 entre las puertas de un jardín 門, o, en su otra forma de ser escrito, 閒, la luna brillando a través de una puerta entreabierta. Se trata de una inactividad de estado meditativo, un estado en el que la vida diaria deviene la esencia de la práctica espiritual. Tao fue el primero en llevar una vida de monje laico, es decir, no en una comunidad religiosa, sino en la vida diaria y hogareña.
Tao vivía en la ladera sur del monte Lu, 庐山, famoso por ser uno de los lugares que los eremitas elegían para vivir por su belleza y condiciones naturales privilegiadas para tal vida. Allí había, asimismo, un templo budista, cuyo abad, Hui-yüan, intentó varias veces convencerle para que se uniera a ellos, pero sin lograrlo, entre otros motivos por su gusto por el vino.
El autor no fue reconocido en su época, y la dinastía Tang lo rescató del olvido. Fue la influencia reconocida de Wang Wei, Li Po, Du Fu y los poetas que los siguieron en la dinastía Song, como el famoso Su Shi, lo que hizo de Tao un icono. Pese a tal reverencia, no se sabe gran cosa sobre el hombre que dio lugar a la leyenda.

## Obra poética

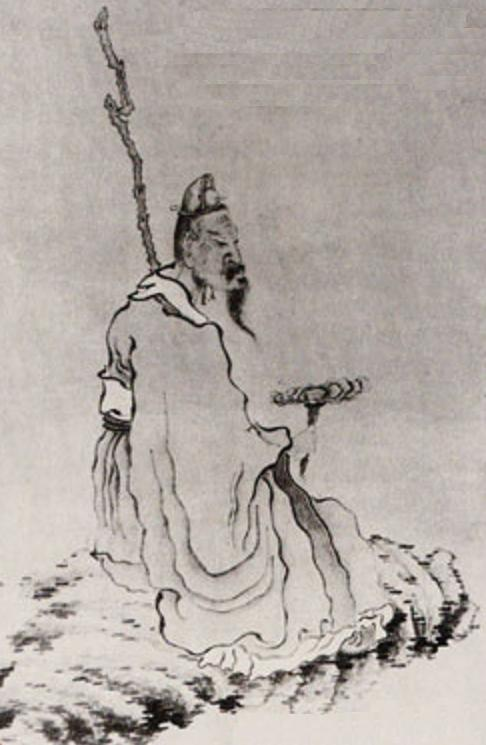
Tao Yuanming sosteniendo un hongo llamado Lingzhi

Fue el primer poeta en imponer su voz natural a la poesía que escribía, luego tan emulada. Fue muy admirado durante la dinastía Tang y, en particular, en la Song, en la cual se consolidó su imagen de intachable y modelo a seguir.
En sus poemas siempre puede percibirse la maravilla ante el acto de conciencia, el darse cuenta de pertenecer a esta tierra en la que vivimos, formando parte del todo en trasformación constante. Para Tao, desarrollarse por completo como persona era devenir una parte indistinguible de la tierra, de su Gran Transformación.

## La utopía de laLa fuente del jardín de los melocotoneros
A lo largo del relato de un viaje imaginario, el autor describe un país situado fuera del mundo y del tiempo, y cuyos habitantes conservan las virtudes de la China arcaica; la vida cotidiana, el trabajo, las diversiones se desarrollan en una atmósfera comunitaria; no hay ni gobierno, ni funcionarios, ni impuestos, ni prestaciones públicas, ni guerras.